# Wijken en buurten in Cuijk
De Nederlandse gemeente Cuijk is voor statistische doeleinden onderverdeeld in wijken en buurten. De gemeente is verdeeld in de volgende statistische wijken:
- Wijk 00 Cuijk (CBS-wijkcode:168400)
- Wijk 01 Vianen (CBS-wijkcode:168401)
- Wijk 02 Sint Agatha (CBS-wijkcode:168402)
- Wijk 03 Katwijk (CBS-wijkcode:168403)
- Wijk 04 Haps (CBS-wijkcode:168404)
- Wijk 05 Beers (CBS-wijkcode:168405)
- Wijk 06 Linden (CBS-wijkcode:168406)

Een statistische wijk kan bestaan uit meerdere buurten. Onderstaande tabel geeft de buurtindeling met kentallen volgens het Centraal Bureau voor de Statistiek (2008):
| CBS-buurtcode | Buurtnaam                                  | Inwonertal | Opp. totaal (ha) | Opp. land (ha) | Ligging                |
| ------------- | ------------------------------------------ | ---------- | ---------------- | -------------- | ---------------------- |
| BU16840000    | Cuijk                                      | 3560       | 141              | 130            | Locatie in de gemeente |
| BU16840001    | De Valuwe                                  | 3670       | 99               | 93             | Locatie in de gemeente |
| BU16840002    | Heiligenberg en Beijerd en 't Riet         | 140        | 100              | 100            | Locatie in de gemeente |
| BU16840003    | Padbroek                                   | 3740       | 84               | 84             | Locatie in de gemeente |
| BU16840004    | Heeswijkse Kampen                          | 5690       | 189              | 178            | Locatie in de gemeente |
| BU16840008    | Verspreide huizen ten westen van Cuijk     | 160        | 96               | 96             | Locatie in de gemeente |
| BU16840009    | Verspreide huizen ten zuidwesten van Cuijk | 50         | 143              | 143            | Locatie in de gemeente |
| BU16840100    | Vianen                                     | 920        | 59               | 59             | Locatie in de gemeente |
| BU16840109    | Verspreide huizen Vianen                   | 330        | 220              | 220            | Locatie in de gemeente |
| BU16840200    | Sint Agatha                                | 330        | 47               | 47             | Locatie in de gemeente |
| BU16840209    | Verspreide huizen Sint Agatha              | 190        | 562              | 539            | Locatie in de gemeente |
| BU16840300    | Katwijk                                    | 380        | 55               | 47             | Locatie in de gemeente |
| BU16840301    | Havengebied                                | 40         | 164              | 127            | Locatie in de gemeente |
| BU16840309    | Verspreide huizen Katwijk                  | 80         | 164              | 111            | Locatie in de gemeente |
| BU16840400    | Haps                                       | 2150       | 102              | 102            | Locatie in de gemeente |
| BU16840409    | Verspreide huizen Haps                     | 770        | 1406             | 1403           | Locatie in de gemeente |
| BU16840500    | Beers                                      | 1310       | 53               | 53             | Locatie in de gemeente |
| BU16840509    | Verspreide huizen Beers                    | 450        | 1230             | 1184           | Locatie in de gemeente |
| BU16840600    | Linden                                     | 220        | 42               | 40             | Locatie in de gemeente |
| BU16840609    | Verspreide huizen Linden                   | 50         | 743              | 402            | Locatie in de gemeente |